# Zadnji kitajski cesar
Zadnji kitajski cesar (italijansko L'ultimo imperatore) je italijansko-britanski epski biografski dramski film iz leta 1987, ki ga je režiral Bernardo Bertolucci. Prikazuje življenje zadnjega kitajskega cesarja Pu Jija, na katerega avtobiografiji temelji scenarij Bertoluccija in Marka Peploea. Posnet je bil v neodvisni produkciji Jeremyja Thomasa, izdan pa pod distributerjem Columbia Pictures. Pu Jijevo življenje prikazuje od kronanja za cesarja pri slabih treh letih do njegovega pridržanja in politične rehabilitacije s strani Komunistične partije Kitajske.
V glavni vlogi nastopa John Lone kot Pu Ji, v stranskih vlogah pa Joan Chen, Peter O'Toole, Ruočeng Jing, Victor Wong, Dennis Dun, Rjuiči Sakamoto, Maggie Han, Ric Young, Vivian Wu in Čen Kaige. Ljudska republika Kitajska je kot prvemu zahodnemu celovečernemu filmu dovolila snemanje v pekinškem Prepovedanem mestu. Na 60. podelitvi je osvojil devet oskarjev, tudi za najboljši film in najboljšo režijo. Osvojil je še štiri zlate globuse in tri nagrade BAFTA, obakrat tudi za najboljši film.

## Vloge
- John Lone kot Pu Ji (odrasel)
  - Richard Vuu kot Pu Ji (3-letnik)
  - Tijger Tsou kot Pu Ji (8-letnik)[1]
  - Wu Tao kot Pu Ji (15-letnik)
- Joan Chen kot Wanrong
- Peter O'Toole kot Reginald Johnston
- Jing Ruočeng kot taborišča za ujetnike
- Victor Wong kot Čen Baočen
- Dennis Dun kot Big Li
- Rjuiči Sakamoto kot Masahiko Amakasu
- Maggie Han kot Jošiko Kavašima
- Ric Young as zasliševalec
- Wu Junmei kot Venšiu
- Cary-Hiroyuki Tagawa kot Čang
- Jade Go kot Ar Mo
- Fumihiko Ikeda kot por. Jošioka
- Fan Guang kot Pudžie (odrasel)
  - Henry Kyi kot Pudžie (7-letnik)
  - Alvin Riley III kot Pudžie (14-letnik)
- Lisa Lu kot cesarica Dowager Cixi
- Hideo Takamatsu kot general Takaši Hišikari
- Hajime Tachibana kot japonski prevajalec
- Basil Pao as princ Čun
- Henry O kot Lord Chamberlain